# Arthur Hoerée
Hoerée Arthur (* 16. dubna 1897, Brusel, Belgie – 2. června 1986, Paříž, Francie) byl belgický skladatel a hudební kritik, činný od 1919 v Paříži (Revue Musicale). Byl autorem písňových cyklů s komorním orchestrem, Pastorale et danse pro smyčcový kvartet, septetu, tria pro flétnu, fagot a klavír, Ode au Soleil pro soli pro sbor a orchestr, baletu La souris blanche et la Dame de Paris.